# Batea

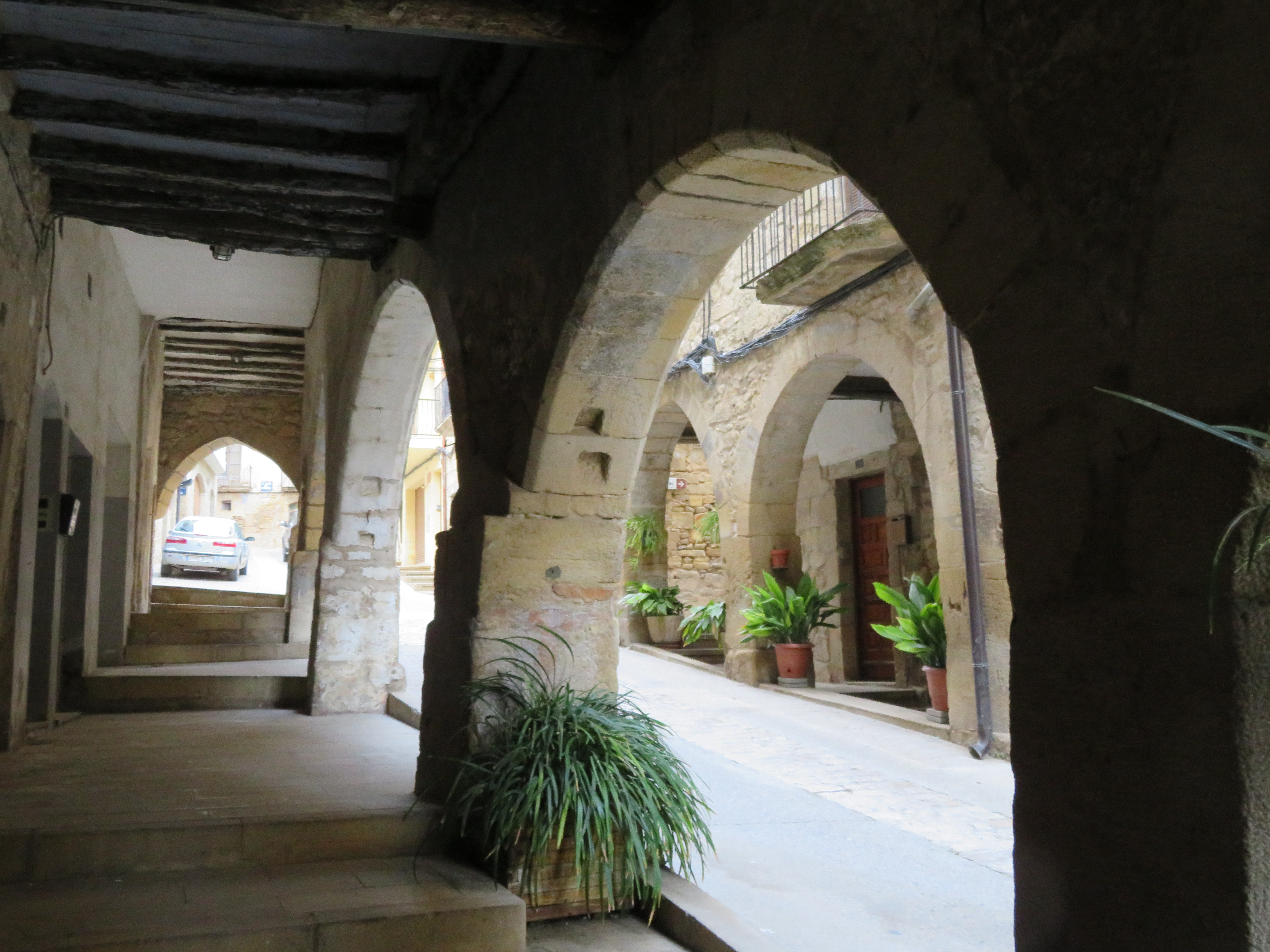
Batea

Batea è un comune spagnolo di 2 000 abitanti situato nella comunità autonoma della Catalogna.

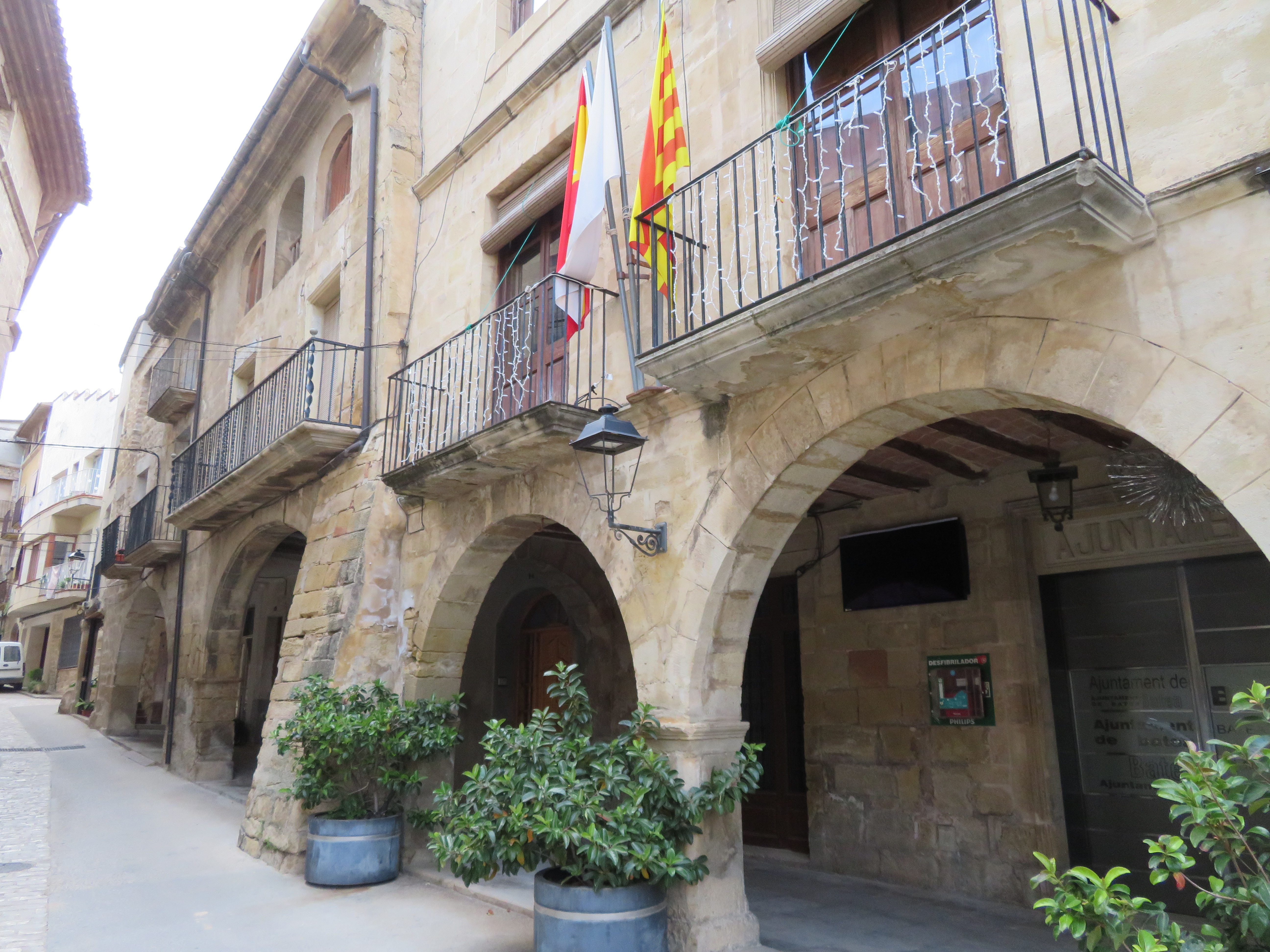
Municipio di Batea